# Paweł Terlica

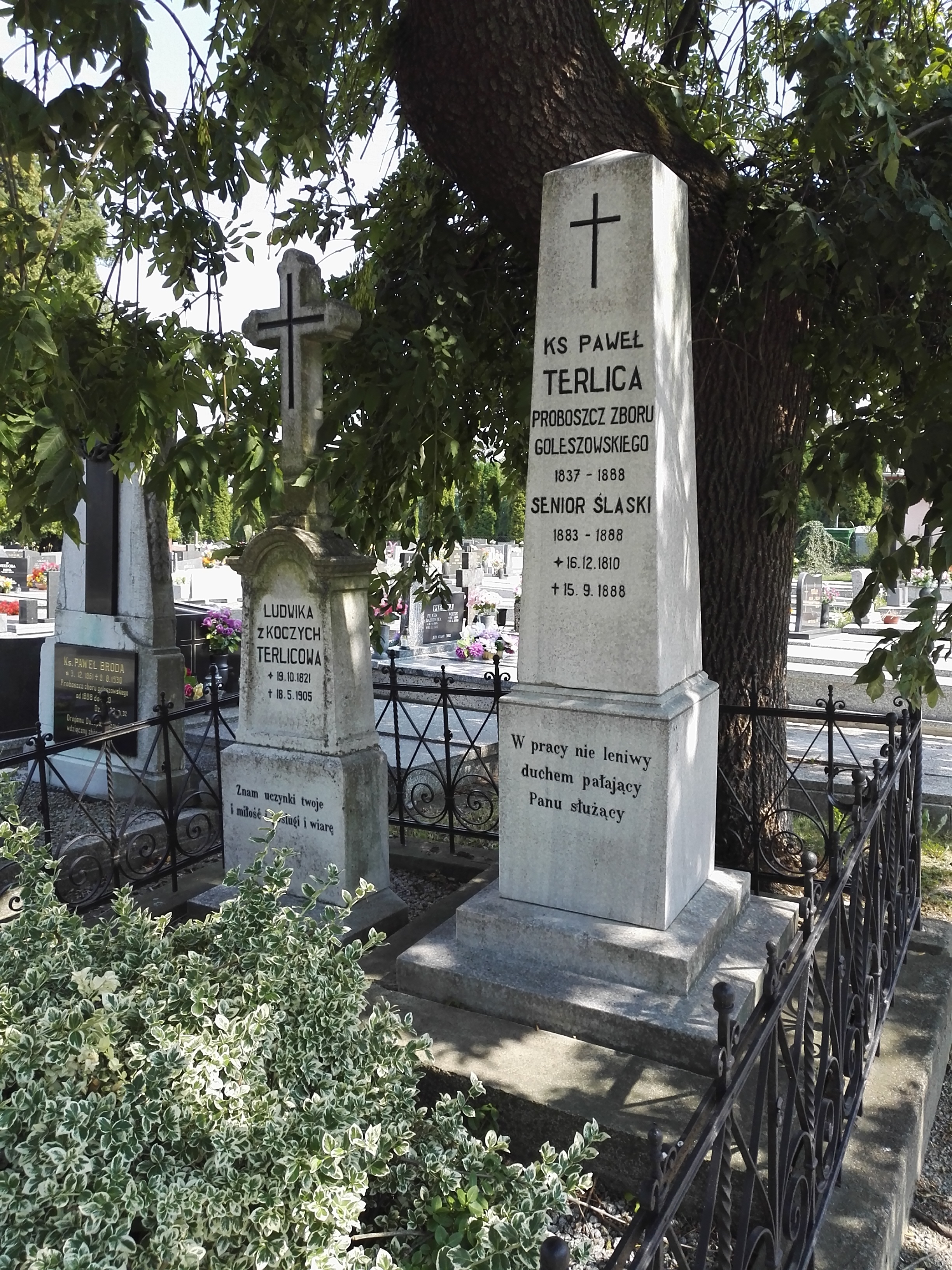
Terlicův náhrobek v Holešově

Paweł Terlica (též Pavel Trlica či Paul Terlitza) (asi 16. prosince 1810, Vsetín – 15. září 1888, Holešov) byl evangelický duchovní a církevní hodnostář, původem z Moravy, spjatý svou činností s územím Rakouského Slezska.
Roku 1837 byl povolán na místo pastora ve slezském Holešově, kde setrval až do smrti. V letech 1869–1883 byl konseniorem a následně v letech 1883–1888 seniorem Slezského seniorátu evangelické církve v Předlitavsku.
Byl ženat s Ludwikou, roz. Koczy (dcerou pastora Karola Koczyho), s níž měl pět dětí.